# Harbison Canyon (California)
Harbison Canyon es un lugar designado por el censo ubicado en el condado de San Diego en el estado estadounidense de California. En el año 2000 tenía una población de 3,645 habitantes y una densidad poblacional de 140 personas por km².

## Geografía
Harbison Canyon se encuentra ubicado en las coordenadas 32°49′13″N 116°49′48″O / 32.82028, -116.83000. Según la Oficina del Censo, la ciudad tiene un área total de 26 km² (10,0 mi²), de la cual 26 km² (10,0 mi²) es tierra y 0 km² (0 mi²) (0.0%) es agua.

## Demografía
Según la Oficina del Censo en 2000 los ingresos medios por hogar en la localidad eran de $56,975, y los ingresos medios por familia eran $60,913. Los hombres tenían unos ingresos medios de $41,058 frente a los $31,371 para las mujeres. La renta per cápita para la localidad era de $23,914. Alrededor del 4.8% de la población estaban por debajo del umbral de pobreza.